# Alarm im Pazifik
Alarm im Pazifik ist ein US-amerikanischer Kriegsfilm von Edward Ludwig aus dem Jahr 1944.

## Handlung
Bauunternehmer Wedge „Bill“ Donovan führt im Zweiten Weltkrieg Aufträge für die US Navy aus. Seine Arbeiter bauen unter Lebensgefahr Landebahnen von Flugplätzen auf den Pazifikinseln, denn die Bautrupps sind unbewaffnet, und regelmäßige japanische Angriffe fordern immer wieder Todesopfer.
Diesen Umstand möchte er nicht mehr hinnehmen. In Gesprächen mit Captain Robert „Bob“ Yarrow und dessen Freundin Constance Chesley, die für die Pazifiknachrichten verantwortlich ist, fordert er deshalb Waffen für seine Arbeiter. Yarrow und Donovan suchen am nächsten Tag Commander Joyce in Washington, D.C. auf, um dieses Problem anzusprechen. Die einzige Lösung ist die Gründung von Baubataillonen unter der Führung der Marine. Allerdings sind hierfür bis zu vier Monate militärische Ausbildung vorgeschrieben. Erbost lehnt Donovan diesen Vorschlag ab.
Donovan und Constance verbindet eine Hassliebe, die sich mit zunehmender Zeit in wahre Liebe verwandelt. Dies führt natürlich zu Spannungen mit Yarrow. Während eines Einsatzes auf der Pazifikinsel X214 kommt es wiederum zu einem japanischen Angriff. Donovan hat selbst Waffen mitgebracht und gibt sie an seine Arbeiter aus. Er befiehlt, den Japanern die Stirn zu bieten, wobei er der Kriegsführung der Navy in die Quere kommt und somit viele Tote auf Arbeiterseite zu verantworten hat. Als Constance ebenfalls angeschossen wird und Donovan ihr Beistand leistet, gestehen sich beide ihre Liebe.
Yarrow nimmt Donovans Verhalten, die Arbeit als auch das Private betreffend, nicht länger hin. Er befiehlt ihm, ihn nach Washington, D.C. zu begleiten. Dort stimmt Donovan der Gründung von Baubataillonen zu und wird sogleich zum Captain ernannt. Die Bautruppen werden künftig den Namen „Seabees“ tragen. Constance ist derweil zwischen beiden Männern hin- und hergerissen.
Beim nächsten Einsatz im Pazifik soll ein wichtiges Öllager errichtet werden. Allerdings sind dort noch vereinzelt japanische Heckenschützen vor Ort, die auch immer wieder Todesopfer fordern. Als das japanische Militär eine Großoffensive startet, wird die Lage kritisch. Donovan geht ohne Yarrows Einwilligung mit seinen Männern ein Gefecht ein, was ihn vor das Kriegsgericht bringen wird. Da die Lage immer aussichtsloser wird, fasst Donovan den Entschluss, einen Öltank zur Explosion zu bringen und somit die Japaner zurückzudrängen. Er fährt mit einer Baumaschine und Sprengstoff auf den Tank zu, wird dabei jedoch angeschossen und stirbt bei der Explosion, die der Navy den Sieg bringt.
Donovan werden postum alle militärischen Ehren zuteil, und Constances notwendige Entscheidung zwischen den zwei Männern ist hinfällig.

## Kritik
„Patriotisches Kriegsdrama, in dem ein Arbeitsbataillon der Marine japanische Angriffe auf amerikanische Verteidigungsanlagen abwehrt. Von einzelnen Darstellerleistungen abgesehen ein unterdurchschnittlicher Film.“

„Mitten im Krieg gedreht, wurde ‚The Fighting Seabees‘ ein großer Kassenerfolg. Der Originaltitel bezieht sich auf die sogenannten Construction Battalions, die als bewaffnete Bautruppeinheiten der Navy angeschlossen waren. Der Name leitet sich aus den (englisch ausgesprochenen) Buchstaben ‚c‘ (si) und ‚b‘ (bi) ab. In der Nebenhandlung des Kriegsfilms verliebt sich Hauptdarsteller John Wayne in Susan Hayward, die Connie, Freundin seines Vorgesetzten spielt, und im Epilog an der Zeremonie der posthumen Verleihung der Ehrenmedaille an Donovan teilnimmt.“

## Synchronisation
Die deutsche Fassung stammt aus dem Jahr 1954.
| Darsteller       | Rolle                       | Synchronsprecher  |
| ---------------- | --------------------------- | ----------------- |
| John Wayne       | Wedge „Bill“ Donovan        | Heinz Engelmann   |
| Susan Hayward    | Constance Chesley           | Inge Landgut      |
| Dennis O’Keefe   | Captain Robert „Bob“ Yarrow | Horst Niendorf    |
| William Frawley  | Eddie Powers                | Wolf Martini      |
| Leonid Kinskey   | Johnny Novasky              | Stanislav Ledinek |
| Forbes Murray    | Chirurg                     | Robert Klupp      |
| J. M. Kerrigan   | Sawyer Collins              | Eduard Wandrey    |
| Grant Withers    | Whanger Spreckles           | Hans Emons        |
| Paul Fix         | Ding Jacobs                 | Clemens Hasse     |
| Ben Welden       | Yump Lumkin                 | Stanislav Ledinek |
| William Forrest  | Lieutenant Tom Kerrick      | Friedrich Joloff  |
| Bill Wayne       | Spec                        | Erich Poremski    |
| Tom London       | Johnson                     | Robert Klupp      |
| George Ford      | Gastwirt                    | Erich Poremski    |
| Addison Richards | Capt. Joyce                 | Paul Wagner       |

## Auszeichnungen
Oscarverleihung 1945
- Nominierung in der Kategorie Beste Filmmusik für Walter Scharf und Roy Webb